# Nefertiti
Neferneferuatón Nefertiti (c. 1370 a. C.-c. 1331 a. C.) fue una reina de la dinastía XVIII del Antiguo Egipto, la primera Gran Esposa Real de Akenatón. Nefertiti nació en Tebas, por lo que la situaríamos, en la cronología egipcia, dentro del Imperio Nuevo (1500 a. C. - 1070 a. C.). Dentro de este periodo, Nefertiti cobró gran importancia en el conocido «Periodo Amarniense» (1353 a. C. - 1336 a. C.).
Nefertiti y su marido, Akenatón, son recordados por su radical reforma de la política religiosa estatal, en la que promovieron la forma más antigua conocida de monoteísmo, el atonismo, centrado en el culto al disco solar (Atón) y su conexión directa con la casa real. Junto con su marido, reinó en lo que posiblemente fue el período más rico de la historia del antiguo Egipto. Algunos académicos creen que después de la muerte de Akenatón, Nefertiti gobernó brevemente como la reina-faraón conocida por el nombre de trono de Neferneferuatón, antes del ascenso de Tutankamón, aunque esta identificación es un tema de debate que continúa hasta la actualidad. Asimismo, algunos egiptólogos creen que ella fue la persona que reinó con el nombre de Semenejkara, que se asociara primero y sucediera brevemente después a Ajenatón (Akenatón) tras su muerte. Sí hay consenso en cuanto a su influencia en el reinado de Ajenatón, como Gran Esposa Real. Su desaparición de las representaciones pictóricas coincide con la asociación al liderazgo de Semenejkara, que es también la primera mención de este personaje, lo que ha dado lugar a suponer tal identidad. Una vez que se descubrieron rastros femeninos en algunas versiones de los nombres de trono de Semenejkara, se propuso que Nefertiti se hizo pasar por éste y que luego cambió su nombre nuevamente a Neferneferuatón. Había un precedente respecto a presentar a una reina-faraón como varón, como fue el caso con Hatshepsut generaciones antes. Si en efecto Nefertiti gobernó como mujer-faraón, su reinado estuvo marcado por la caída de Amarna y el traslado de la capital a la ciudad tradicional de Tebas.
En el siglo XX, Nefertiti se hizo famosa por el descubrimiento y exhibición de su antiguo busto, ahora en el Neues Museum de Berlín. El busto es una de las obras más copiadas de arte del antiguo Egipto. Se atribuye al escultor egipcio Tutmose y fue excavado a principios del siglo XX de su complejo enterrado de estudios. El busto de Nefertiti es una de las esculturas egipcias más conocidas. A pesar de sus 3300 años de antigüedad, conserva los colores originales.

## Nombre
A su Nombre de Trono Nfr nfr.w Jtn,  Neferneferuaton, que significa maravillosa es la belleza de Atón, le sigue el famoso nombre de nacimiento Nfr.t jj tj, Nefertiti, que significa la bella ha llegado.
| X1 · N35 · N5 | M17 | F35 | F35 | F35 | F35 | M18 | X1 · Z4 | B1 |

| X1 · N35 · N5 | M17 | F35 | F35 | F35 | F35 | M18 | X1 · Z4 | B1 |

A lo largo de su vida, y especialmente durante su reinado, encontraremos varias referencias de Nefertiti en las que se emplea o su título u otros nombres. Entre sus nombres encontramos: 
- Ankhenaton Neferneferuaton (transformación de su nombre completo, Neferneferuaton Nefertiti)
- Ankhkheperura Smenkhkare.

Nefertiti poseía varios títulos durante el reinado de Akhenatón e incluso tras su muerte:
- Gran Esposa Real.
- Señora de las Dos Tierras.
- Señora de Egipto (siendo la única que se autoproclamó con ese título sin contar con el apoyo de su esposo).

## La familia de Nefertiti
No se sabe casi nada de la vida de Nefertiti antes de su matrimonio con Akenatón. Escenas de la necrópolis de los nobles en Amarna mencionan que Nefertiti tenía una hermana, llamada Mutbenret.  Además, se menciona una mujer llamada Tey que llevaba el título de «Nodriza de la Gran Esposa Real», mientras que el marido de Tey, Ay (quien más tarde alcanzó el rango de faraón), llevaba el título de «Padre de Dios». Algunos egiptólogos creen que este título se utilizaba para un hombre cuya hija se casaba con el faraón. Basándose en estos títulos, se ha propuesto que Ay era de hecho el padre de Nefertiti. Sin embargo, ni Ay ni Tey se mencionan explícitamente como padres de Nefertiti en las fuentes existentes. Al mismo tiempo, no existen fuentes que contradigan directamente la paternidad de Ay, lo que se considera probable debido a la gran influencia que ejerció durante la vida de Nefertiti y tras su muerte. Según otra teoría, Nefertiti era hija de Ay y de otra mujer diferente de Tey, pero la primera esposa de Ay murió antes de que Nefertiti ascendiera a la posición de reina, tras lo cual Ay se casó con Tey, convirtiéndola en madrastra de Nefertiti.  Se sostiene que no era la madre de Nefertiti, ya que no portaba el título de «Madre Real de la Gran Esposa del Rey», sino el de «Gobernante» de la principal esposa del faraón.  De la unión entre Ay y Tey nacería Mutnedymet, lo que la haría medio hermana de Nefertiti, y quien a la postre sería desposada por Horemheb muy probablemente como muestra de continuidad en pos de otorgarle legitimidad en su ascensión al trono. No obstante, toda esta propuesta se basa en especulaciones y conjeturas.
También se ha propuesto que Nefertiti era hermana de Akenatón, aunque esto es contradicho por sus títulos, que no incluyen el de «Hija del Rey» o «Hermana del Rey», utilizados normalmente para indicar que alguien es pariente de un faraón. Otra teoría sobre su parentesco que obtuvo cierto apoyo identificaba a Nefertiti con la princesa mitania Taduhepa, basándose en parte en el nombre de Nefertiti («Ha llegado la bella mujer»), que algunos académicos han interpretado como indicio de un origen extranjero. Esta teoría se ve reforzada por el hecho de que Nefertiti presentase una cabeza ovalada, debido a una manipulación artificial de su cráneo en su etapa infantil, una práctica que no era propia de Egipto pero sí de Mitani y que era rasgo de alta clase social. Se dice Nefertiti quiso que su descendencia también ostentase tal distinción y, por ese motivo, en las representaciones familiares observamos que todos los miembros, menos el faraón, tienen el cráneo ovalado. Sin embargo, Taduhepa ya estaba casada con el padre de Akenatón y no hay pruebas de ningún motivo por el que esta mujer tuviera que alterar su nombre en un supuesto matrimonio con Akenatón, ni pruebas fehacientes de un origen extranjero no egipcio para Nefertiti.
 

Se desconocen las fechas exactas en las que Nefertiti se casó con Akenatón y se convirtió en la gran esposa real del rey, aunque se asume que fue alrededor del 1350 a. C. El príncipe Amenhotep (el futuro rey Akenatón) no era el primogénito del rey, pero a la muerte del príncipe heredero Tutmosis la sucesión recayó en su hermano menor Akenatón. Se sabe que tuvieron al menos seis hijas:

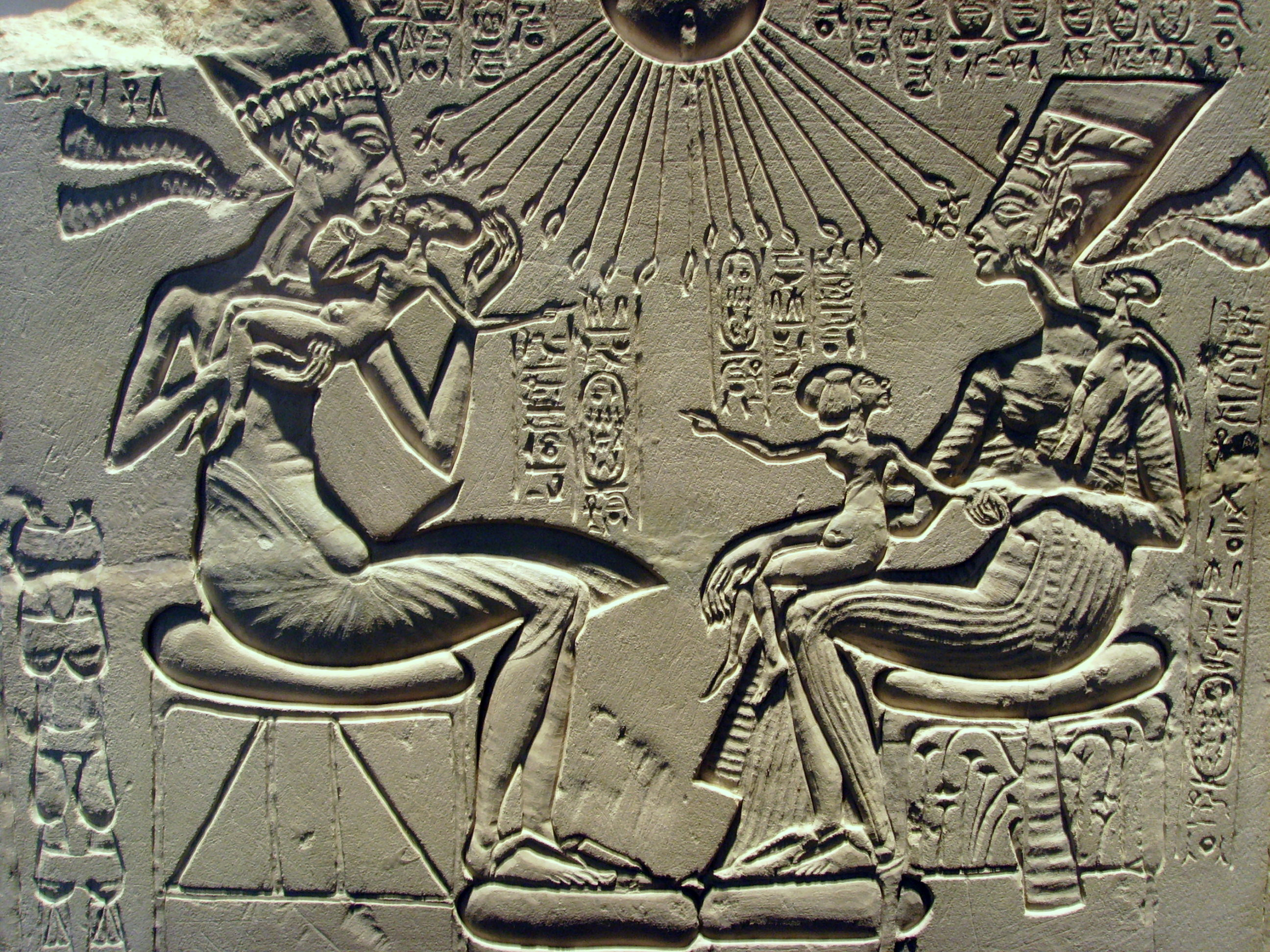
Relieve en caliza, que probablemente formaba parte de un altar de adoración familiar. Akenatón sostiene a su primogénita Meritatón y enfrente, Nefertiti sostiene en el regazo a su segunda hija, Meketatón, quien fallecería prematuramente y por último su tercera hija Anjesenpaatón, quien se desposaría posteriormente con Tutanjatón (Tutankamón).

- Meritatón, nacida c. 1348 a. C.
- Meketatón, nacida c. 1347 a. C.
- Anjesenamón, nacida c. 1346 a. C.
- Neferneferuatón-Tasherit, nacida c. 1344 a. C.
- Neferneferura, nacida c. 1341 a. C.
- Setepenra, nacida c. 1339 a. C.

Alguna vez se llegó a considerar que Nefertiti podría haber sido la madre de Tutankamón, pero un estudio genético realizado sobre las momias descubiertas sugiere que no fue así.

## El papel de una reina

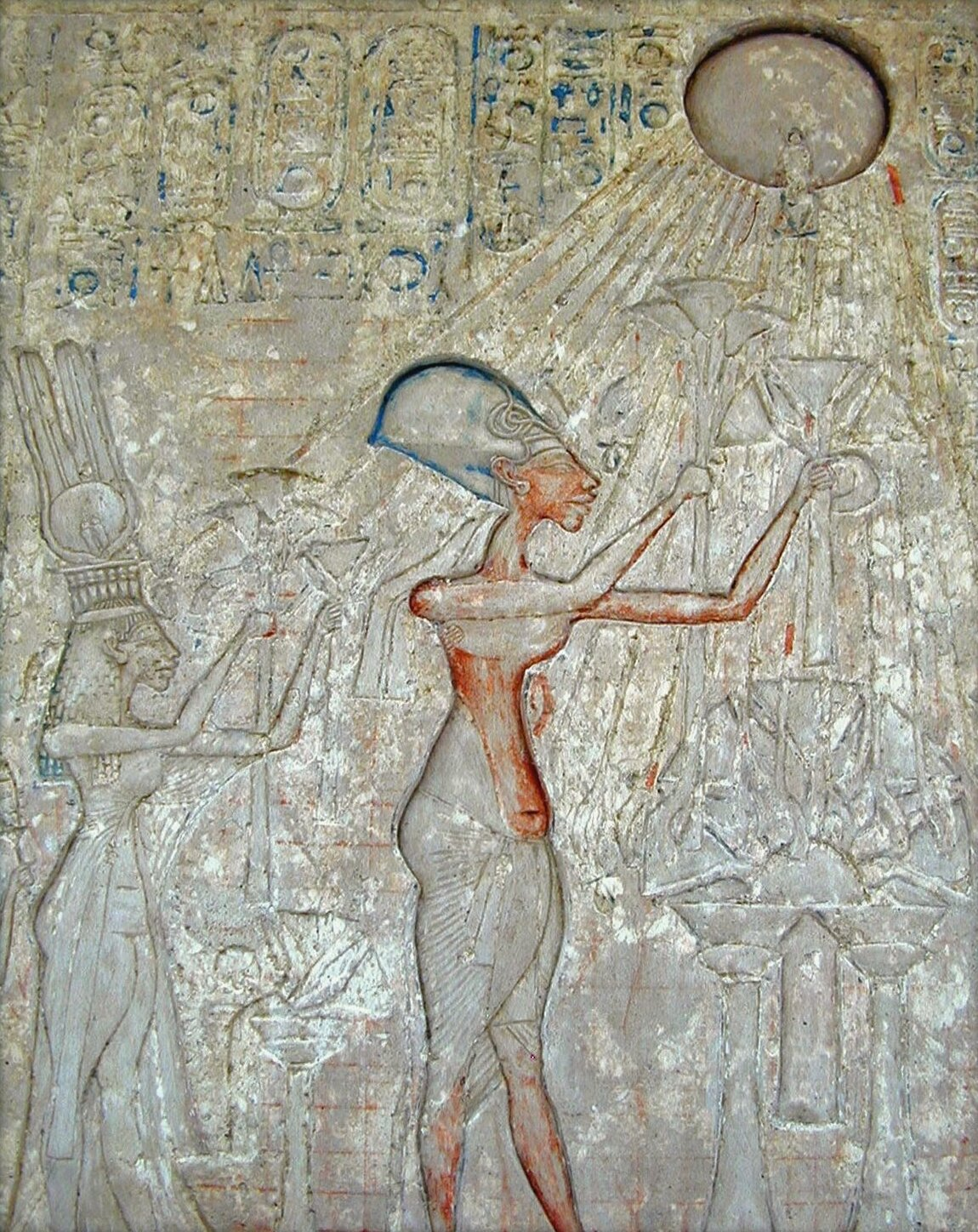
Relieve que muestra a Akenatón y Nefertiti en adoración a Atón.

Nefertiti siempre acompañó a Akenatón. Primero, en el traslado de la capital de Tebas a Amarna (ciudad en honor al dios Atón) , fundada más al norte como el reino de Atón sobre la tierra, y después al asumir las funciones de corregente de su marido, cosa única en la historia anterior egipcia. Akenatón decidió elevar al cargo de Gran Esposa Real a Nefertiti, convirtiéndola en reina-faraón a su lado, con el nombre de Neferneferuatón.
Akhenatón quiso enfatizar el poder de Nefertiti en Amarna, estableciendo a la Gran Esposa Real como inspiración para el establecimiento de lugares destinados al culto del sol, y estableciendo los palacios donde viviría la reina, así como su lugar de enterramiento. Finalmente, en el año 8, se formaliza el traslado de la corte a Amarna, la nueva capital. A partir de ese momento, los altos funcionarios y la reina, especialmente, protagonizaron la vida de Amarna.
El gran posicionamiento que ostentaba la ciudad para la familia derivó en el denominado “estilo amarna”, (Fig. 2) que representa a la familia real en escenas cotidianas. Así, en numerosas representaciones aparece Nefertiti en igualdad de condiciones respecto a su marido e incluso hay algunas estelas en las que una figura, sin duda la de esta reina, aparece tocada con la doble corona y dos cartuchos reales en vez de uno. La XVIII Dinastía había traído una nueva Hatshepsut.
Nefertiti ocupa una posición destacada en el ámbito religioso. Akhenatón se presentaba a sí mismo como el único capaz de comunicarse con Atón y de interpretar su voluntad, junto con el resto de miembros de su familia. Solo la familia real podía realizar ofrendas al dios, por lo que la población tenía que adorarles.  
Durante el reinado, se construyeron capillas y altares en el-Amarna en los que se sustituyó a la deidad por Akhenatón y Nefertiti, desapareciendo la relación directa entre el dios y la población. De ese modo, podríamos hablar de una tríada formada por Atón, Akhenatón y Nefertiti, siendo estas tríadas una importante característica del Imperio Nuevo y contribuyendo al desarrollo urbanístico, pues en cada ciudad había un dios, su contrapartida y la unión de ambos.

## Nefertiti tras la muerte de Akhenatón
Fuente Principal: El antiguo Egipto, J. M. Parra. 2011. Marcial Pons Historia
Nefertiti, desaparece de escena pocos años antes de la muerte del faraón, siendo desconocido cual fue su destino. El faraón en los últimos años de su reinado y hasta su fallecimiento en 1336 a. C., la había sustituido en los actos oficiales por la hija de ambos, la princesa Meritatón. No hay un claro sucesor para el trono y aparece un misterioso faraón, Smenjkare, de efímero reinado y del cual casi nada se sabe, hasta la ascensión al trono de Tut-Anj-Atón, (Viva Imagen de Atón) que cambia su nombre por Tut-Anj-Amón (Viva Imagen de Amón) -  Tras la muerte de Tutankamón, su viuda- hermana Ajesenpaamun, escribe pidiendo al rey hitita Shuppiluliuma, que envíe a uno de sus hijos para desposarse con ella. En respuesta a ello, el rey envía al príncipe Zananza, pero este no llegará con vida a Egipto, pues es asesinado en el camino.
Se especula que el efímero faraón Smenjkare, podría haber sido la propia Nefertiti desaparecida, pero no existe ningún dato que confirme esta teoría. Tutankamón, hijo de Akhenatón y una esposa secundaria, Kiya, fue sustituido por Ay, siendo este ya muy anciano, accediendo al trono probablemente desposando a la viuda de Tutankamón, Ajesenpaamun.

## La desaparición de la reina
Tras la muerte de su hija (Meketatón), se pierde el rastro de Nefertiti. Esto se pudo deber a su fallecimiento, durante los primeros años del reinado de Tutankamón. Se duda que Nefertiti muriera como una simple reina, lo más probable, es que ella hiciera fabricar sus propios trabajos funerarios.

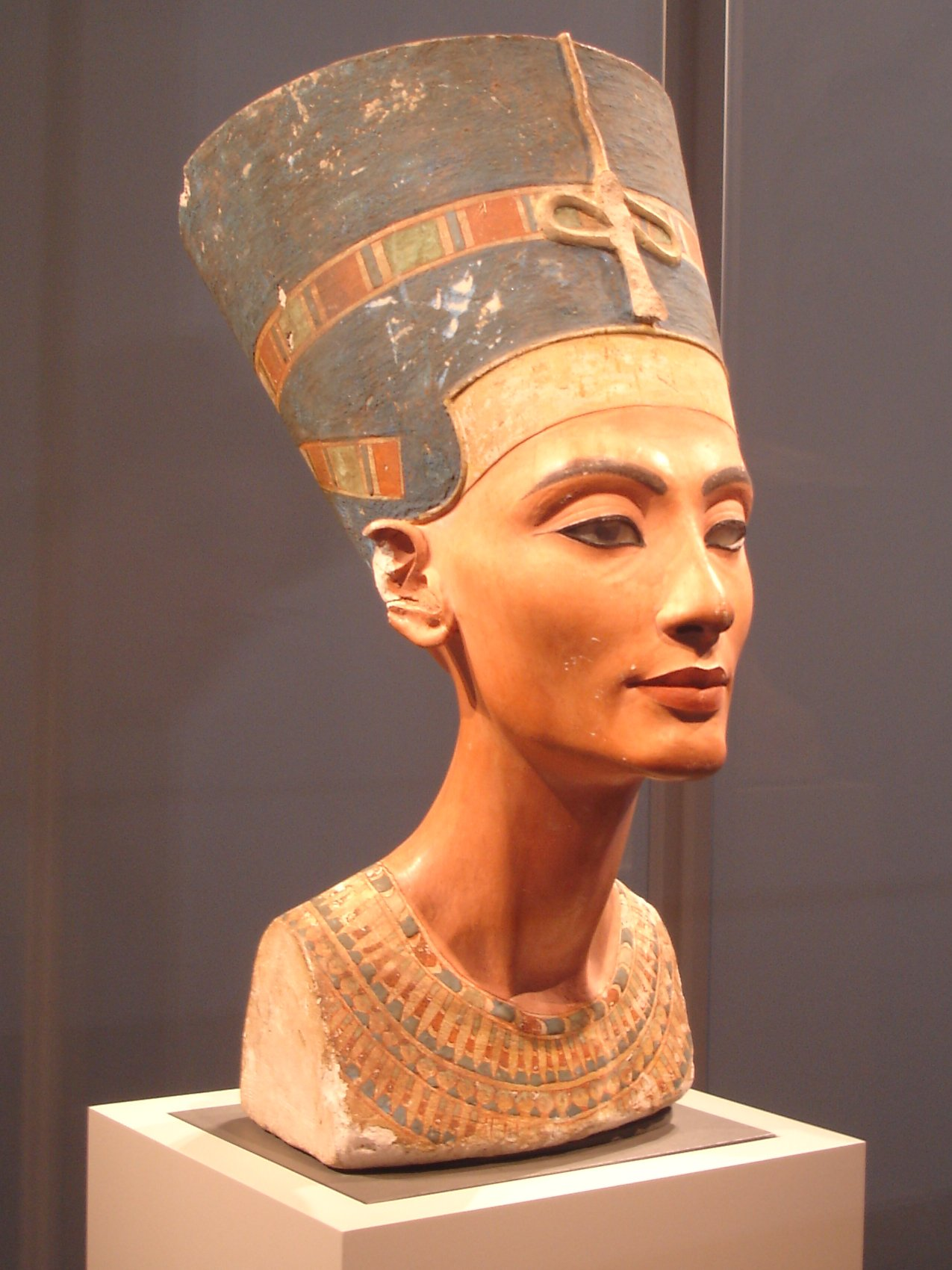
Busto de Nefertiti en el Neues Museum, Berlín.

En 2014, el Journal of Egyptian History, Volume 7 (1): 67 – Aug 18, 2014, publicaba el descubrimiento de un grafiti en una cantera al norte de Akhenatón (la ciudad nueva de Akhenaton), en el que se hacía referencia a Nefertiti en el decimosexto año de reinado de Akhenaton, con su título de Gran Esposa Real, lo cual demostraría que a sólo un año de la presunta muerte del rey, Nefertiti estaría viva y sin perder su preeminencia.
La desaparición de Nefertiti coincide con un cúmulo de hechos que sacudieron a la familia real entera: la desaparición de la otra esposa de Akenatón, Kiya, el ascenso de la princesa Meritatón a gran esposa real y la aparición de la fantasmal figura de Semenejkara, el nuevo corregente del faraón. Muchos han querido ver en todo esto el último ascenso de Nefertiti en el poder, pasando de reina-faraón a un faraón masculino. 
Al morir Akenatón hubo un breve reinado de Semenejkara en solitario, pero fue pronto sucedido por Tutanjatón, más conocido bajo el nombre de Tutankamon, hijo de Ajenatón. Se casó con la tercera hija de Nefertiti, Anjesenamón. La real pareja debía ser relativamente joven. Algunas teorías sostienen que Nefertiti, que aún vivía, aunque ya privada de la corona, habría influido sobre ellos. Si la teoría fuera cierta, esta influencia, y probablemente su propia vida, acabó en el tercer año de reinado del faraón Tutankamón, hacia 1331 a. C. Ese año fue en el que el faraón renegó del culto “monoteísta” de su padre, manifestándose partidario del culto de Amón. A la vez, la familia real dejó la ciudad de Amarna y restituyó la capital y la Corte en Tebas.
Las diversas identificaciones entre Nefertiti, Semenejkara y Kiya demuestran la ausencia de informaciones sobre sus respectivas vidas, y solo nuevos hallazgos arqueológicos podrían precisar el papel de estos personajes históricos y la súbita desaparición de Nefertiti.

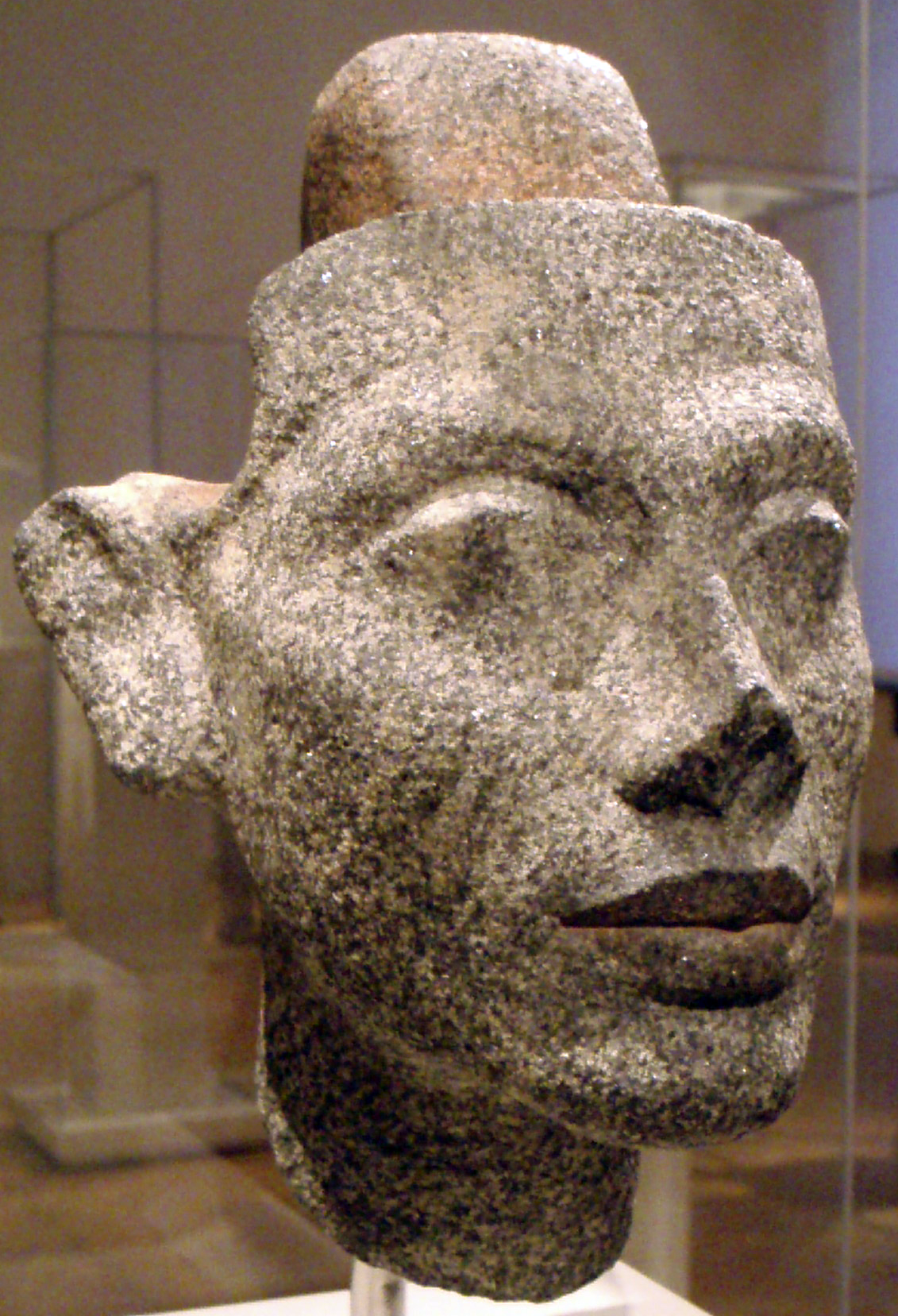
Cabeza de Nefertiti. Granito. Museo Viejo de Berlín.

## La momia de Nefertiti

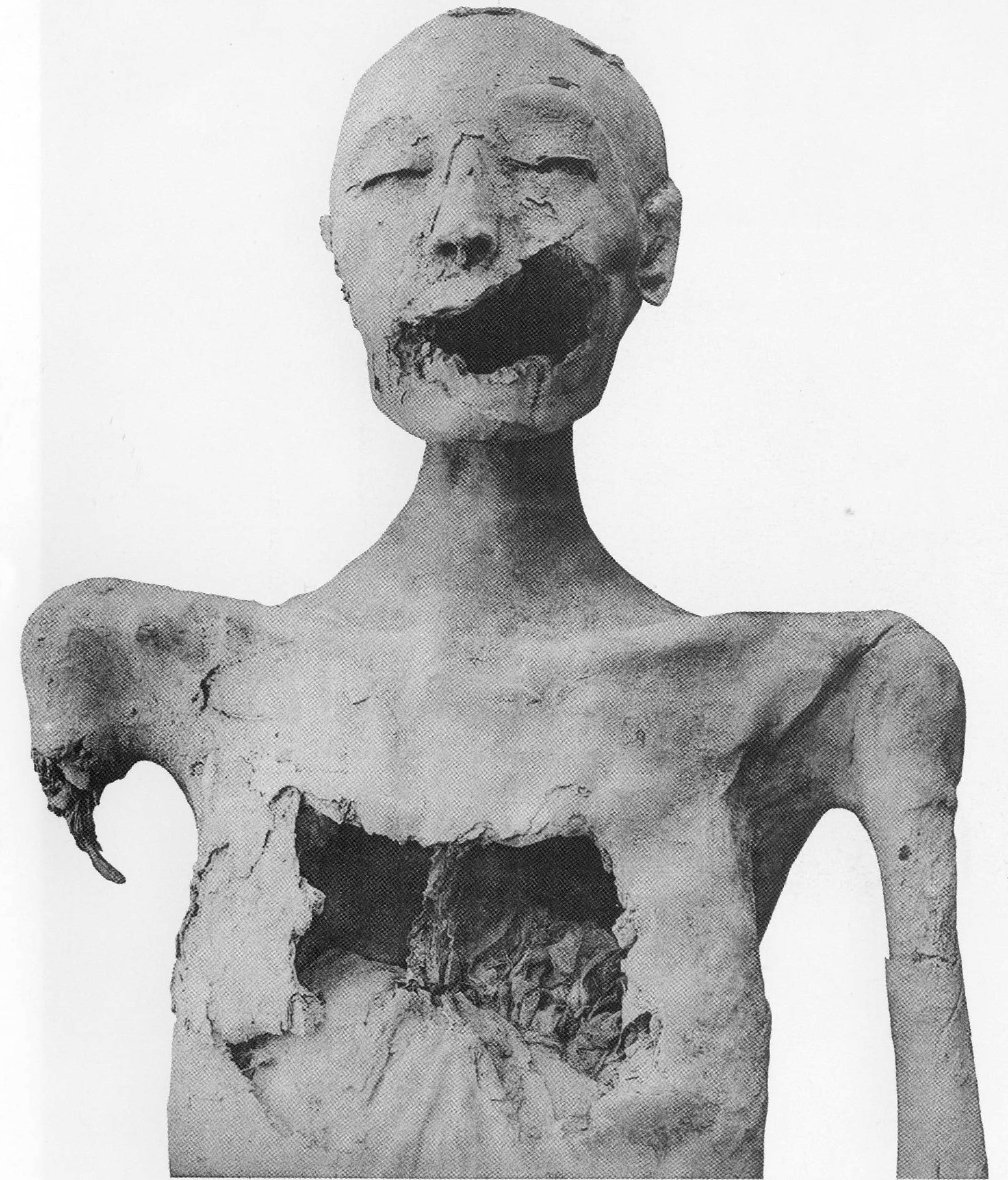
La momia KV35 YL 61702 señalada en 2004 como perteneciente a la reina Nefertiti y que en 2010 análisis de ADN descubrieron como una hermana plena de Akenatón y madre de Tutankamón.

El no hallar la momia de Nefertiti, hizo que su búsqueda fuera objeto de todo tipo de especulaciones. La tumba de la familia de Akenatón en Amarna está vacía.
El 9 de junio de 2003, Joann Fletcher, especialista en el análisis capilar de la University of York en el Reino Unido, anunció que se había encontrado la momia de Nefertiti en la tumba KV35 del Valle de los Reyes, en Egipto. Esta momia, llamada "la Mujer joven" llevaba ya cien años descubierta, pero estaba sin identificar. La Mujer joven está al lado de otra momia femenina y aparentemente de mayor edad.
La Mujer joven tiene rasgos finos, un cuello largo,  una profunda hendidura en su maxilar al lado izquierdo, tiene el cráneo ovalado y su edad al momento del deceso se calcula entre 25-35 años (más joven que la reina amarniana, fallecida en torno a los 40 años). Carece además del brazo derecho, el cual fue hallado en la parte inferior de su cuerpo, supuestamente se pensó que era el brazo original.
La momia hallada estaba en un estado que hace suponer que fue saqueada poco después de la muerte. La técnica utilizada para la momificación sugiere la época de la XVIII Dinastía, y la posición del cuerpo indicaría la realeza del personaje.
En el año 2004 se emitió un programa de Discovery Channel donde Joann Fletcher sostenía que la momia hallada era realmente Nefertiti. El equipo de Fletcher trasladó todo tipo de aparatos para confirmar su teoría a la tumba KV35. A pesar de que Joann Fletcher deseaba demostrar al mundo que la momia descubierta era en realidad la hermosa reina egipcia, lo que consiguió fue abrir un portal a una serie de controversias con Hawass y teorías que no se sostenían con pruebas.
El 12 de junio del mismo año, Zahi Hawass, director del Consejo Superior de las Antigüedades de Egipto, adelantó la falta de pruebas que sostuvieran esta hipótesis y desmintió pública y tajantemente que esa momia fuera la de Nefertiti.
Esta momia estaba con dos momias más, la que se cree era la madre de Akenatón, la princesa Tiy, y el que pudiera ser un hermano menor del faraón. Para mostrar que la momia correspondía a Nefertiti, se hizo un estudio por ordenador del cráneo ideando cómo sería el rostro de dicha momia, de un parecido extraordinario con el busto de Nefertiti custodiado en el Neues Museum de Berlín. 
Zahi Hawass nunca compartió la teoría de Joann Fletcher y, de hecho, le prohibió la entrada a Egipto para realizar trabajos arqueológicos.
Zahi Hawass intentó en un reportaje posterior, usando las mismas técnicas, demostrar que el brazo encontrado no coincidía con el de la Mujer joven debido al perfil de quebradura y basado en que pruebas de ADN indican que esta momia es la madre de Tutankamón, los criterios de Hawass descartaban aun así la ascendencia real de la momia, a la que llegó a identificar tal vez como Kiya, la segunda esposa de Akenatón hasta que los análisis de 2010 también descartaron tal posibilidad.
En el año 2022, Zahi Hawass, mediante el estudio de las dos momias femeninas halladas en la tumba KV21, cree haber encontrado la momia de Nefertiti y espera confirmarlo con la finalización de los trabajos antropológicos y análisis de ADN. 

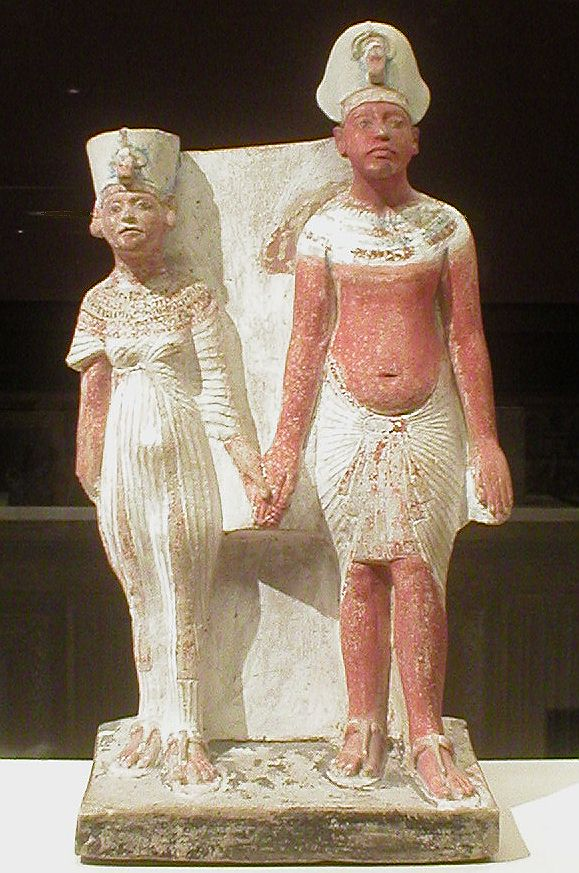
Pequeña figura (22 cm de altura) de calcita policromada de Akenatón y Nefertiti, Museo del Louvre.

## Busto
El busto de Nefertiti la hizo famosa. Se conserva en el Neues Museum de Berlín. Es una de las obras más copiadas del antiguo Egipto. 
El busto fue hallado en 1912 entre los restos de la ciudad de Amarna, concretamente en el taller del escultor Djehutimose, junto a otras piezas. El busto y resto de piezas cuentan con gran valor histórico, puesto que gracias a ellas podemos conocer las fases por las que pasaba una escultura durante su elaboración. Aparte de Nefertiti, se encontraron otros bustos de la familia real, entre los que se encontraba el de la segunda esposa de Akhenatón, Kiya.
En 2009, el historiador de arte suizo Henri Stierlin sostuvo que el busto de Berlín es una copia que data de 1912. El conservador del Museo Egipcio de Berlín, Dietrich Wildung, así como varios egiptólogos refutan esta tesis y afirman la autenticidad del busto. A falta de pruebas materiales, el debate no ha terminado.

## En la ficción

### En la literatura
- Sinuhé el egipcio. Novela histórica del autor finlandés Mika Waltari, que se publicó por primera vez en 1945 y rápidamente se tradujo a varios idiomas, convirtiéndose en un superventas. La novela relata diversos acontecimientos de los reinados de Amenhotep III, Akenatón, Semenejkara, Tutankamón, Ay y Horemheb desde la perspectiva del médico Sinuhé, que comparte nombre con un famoso personaje de la literatura egipcia de la época faraónica. Nefertiti es uno de sus muchos personajes.
- El amargo don de la belleza. Novela de Terenci Moix que narra el ascenso y caída del monoteísmo amarniano, así como el esplendor y posterior abandono de la ciudad de Akhetatón, con Nefertiti como una de sus principales protagonistas. Publicada por primera vez en 1996.[20]

### En el cine y la televisión
Algunas de las películas en que ha aparecido Nefertiti como personaje han sido:
- Sinuhé el egipcio (The Egyptian). Superproducción histórica de Hollywood de 1954 dirigida por Michael Curtis,  protagonizada por Edmund Purdom y basada en la novela homónima de Mika Waltari. El papel de Nefertiti, que en esta película es muy secundario, es interpretado por Anitra Stevens.[21]
- Nefertiti, reina del Nilo (Nefertite, regina del Nilo). Péplum italiano de 1961, dirigido por Fernando Cerchio, y que cuenta una visión muy novelesca de la vida de la reina. Edmund Purdom, que también protagonizaba Sinuhé el egipcio, repite aquí como protagonista, esta vez dando vida al escultor Tumos [sic], quien vive una historia de amor apasionado e imposible con Nefertiti, encarnada por Jeanne Crain.[22]
- Nefertiti y Aquenatos [sic]. Cortometraje mexicano hecho para la televisión en 1973 y dirigido por Raúl Araiza. Con John Gavin como Akhenaton y Geraldine Chaplin como Nefertiti.[23]
- Nefertiti, la hija del sol (Nefertiti, figlia di sole). Producción franco-italiana de 1995, dirigida por Guy Gilles. La cinta tuvo malas críticas y un pobre desempeño comercial. El papel de Nefertiti, que según una antigua teoría, ya rechazada por aquel entonces por la mayoría de los historiadores, y que es la que sigue la película, era la princesa mitaniana Taduhepa, fue interpretado por Michela Rocco di Torrepadula.[24]
- En el episodio Dinosaurios en una nave espacial, el segundo de la séptima temporada de la serie de ciencia ficción británica Doctor Who, emitido originariamente el 8 de septiembre de 2012. La reina Nefertiti, interpretada por Riann Steele, acompaña al Undécimo Doctor en esta aventura.
- El hereje. Película histórica española de 2018. Dirigida por Ignacio Oliva, y rodada íntegramente en lenguas históricas de la época (egipcio, acadio, hitita...), cuenta los últimos tres años del reinado de Akhenatón y Nefertiti. Este último personaje es interpretado por Diana Bernedo.[25]

### En la música
- La ópera Akenatón, de Philip Glass, estrenada por primera vez en el Staatstheater Stuttgart, que la había encargado, en 1984. La obra, que relata el reinado de Akhenatón, sus visiones monoteístas, la construcción de su ciudad y su posterior declive, contiene pasajes en acadio y en hebreo bíblico, así como fragmentos del famoso Himno a Atón. Nefertiti, cuyo rol está escrito para una tesitura de contralto, es uno de los principales personajes.

## Homenajes
- Hay dos asteroides que llevan el nombre de esta reina: (3199) Nefertiti y (1068) Nefertiti.
- En el planeta Venus hay unas formaciones geológicas particulares, denominadas corona y una de ellas lleva su nombre: la corona Nefertiti.[26]

## Bibliografía

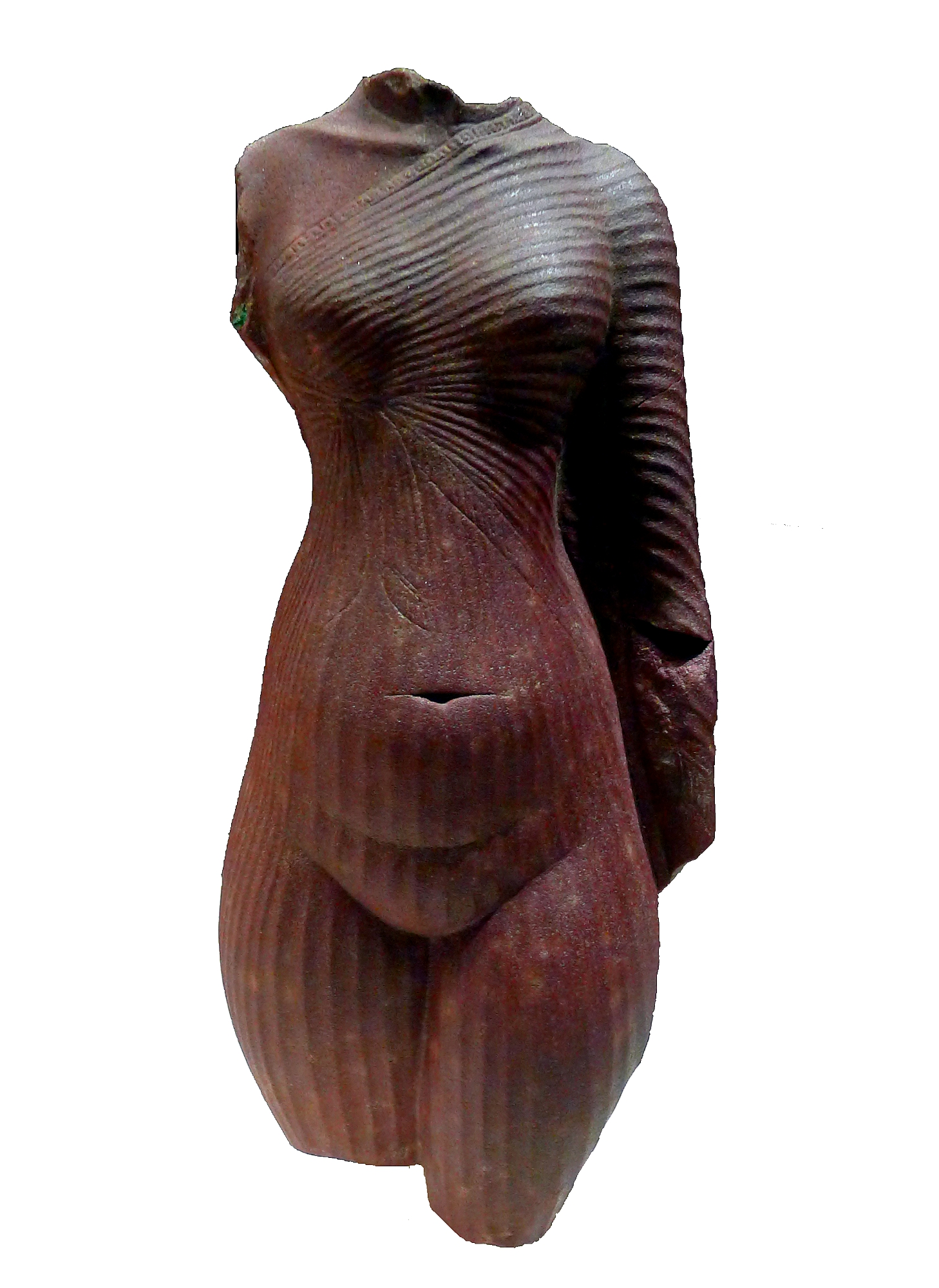
Cuerpo de mujer, probablemente de Nefertiti. Museo del Louvre. E 25409.